# Sitamarhi
Sitamarhi (Hindi सीतामढ़ी) ist eine Stadt im Bundesstaat Bihar im Osten Indiens. Sie ist größte und namensgebende Stadt des Distrikts Sitamarhi. Nachdem die Stadt bei einem kurzen, aber heftigen Erdbeben 1934 schwer zerstört wurde, wurde die Verwaltung des heutigen Distrikts Sitamarhi (damals eine Subdivision) in das nahe Dumra verlegt, wo sie seitdem geblieben ist. Sitamarhi hat den Status eines City Council (Nagar parishad). Die Stadt ist in 28 Wards gegliedert. Sie liegt Nahe der Grenze zu Nepal und ist ungefähr 135 km von Bihars Hauptstadt Patna entfernt.
Laut Legenden ist Sitamarhi der Geburtsort die Göttin Sita aus dem Epos Ramayana, welche der Stadt ihren Namen verleiht.

## Demografie
Die Einwohnerzahl der Stadt liegt laut der Volkszählung von 2011 bei 67.818. Sitamarhi  hat ein Geschlechterverhältnis von 886 Frauen pro 1000 Männer und damit einen für Indien üblichen Männerüberschuss. Die Alphabetisierungsrate lag bei 77,34 % im Jahr 2011. Knapp 83,5 % der Bevölkerung sind Hindus, ca. 16,2 % sind Muslime und ca. 0,2 % gehören anderen Religionen an. 15,0 % der Bevölkerung sind Kinder unter 6 Jahren. 7,3 % der Bevölkerung waren Teil der Scheduled Castes. In Sitamarhi ist die Sprachen Maithili vorherrschend.

## Infrastruktur
Der National Highway 77 verbindet das Gebiet mit dem Distrikt Muzaffarpur und Patna. Weitere staatliche Straßen verbinden es mit dem Distrikt Madhubani im Osten und Sheohar im Westen.
Der Bahnhof von Sitamarhi liegt an der Strecke von Darbhanga nach Narkatiaganj.